# Herman Van Elsen
Herman Van Elsen (Asse, 9 april 1926 – aldaar, 8 oktober 2013) was een Belgisch CVP-politicus.
Alhoewel hij actief was in verschillende sociale verenigingen stelde hij zich pas in 1970 kandidaat voor de gemeenteraadsverkiezingen. Hij werd effectief verkozen en werd schepen van Asse. In 1981 werd hij waarnemend burgemeester toen Paul De Keersmaeker staatssecretaris werd. Later werd hij zelf burgemeester en beoefende dit ambt van 1985 tot 1994. In 2000 kreeg hij de titel van ereburgemeester.
Van Elsen was beroepshalve onderwijzer in het Heilig Hartcollege in Ganshoren. Hij was de vader van de huidige burgemeester van Asse Koen Van Elsen.